# دون زيمرمان
دون زيمرمان (بالإنجليزية: Don Zimmerman)‏ هو لاعب كرة قدم أمريكية أمريكي، ولد في 19 يناير 1913 في تكساس في الولايات المتحدة، وتوفي في 25 مايو 1974 في شريفبورت في الولايات المتحدة.